# Gheorghe Leonte
Pas d'image ? Cliquez ici

a Compétitions nationales et continentales officielles uniquement.

b Matchs officiels uniquement.
Gheorghe Leonte, né le 12 février 1963 à Fetești (Roumanie), est un joueur international roumain de rugby à XV. Il évolue au poste de pilier.
Il est le père de Bogdan Leonte, international franco-roumain des jeunes catégories et de Claudiu Leonte Joueur au RC La Sevenne.

## Carrière
Il a joué à Miélan (première division) puis il a joué au CS Vienne où il a terminé sa carrière de joueur et y a été dirigeant.

## Palmarès
Gheorghe Leonte dispute 57 sélections internationales en équipe de Roumanie. Il fait ses débuts le 12 mai 1984 contre l'Écosse. Sa dernière apparition a lieu le 3 juin 1995 contre les Australiens. il joue 2 matchs en 1984, 3 en 1985, 5 en 1987, 7 en 1988, 7 en 1989, 5 en 1990, 6 en 1991, 4 en 1992, 5 en 1993, 6 en 1994 et 7 en 1995.
Il joue sept matchs de coupe du monde, deux en 1987, deux en 1991 et trois en 1995.